# Honkanen (sjö i Suomussalmi, Kajanaland, Finland)
Honkanen eller Honkajärvi är en sjö i Finland. Den ligger i kommunen Suomussalmi i landskapet Kajanaland, i den centrala delen av landet, 600 km norr om huvudstaden Helsingfors. Honkanen ligger 213,3 meter över havet. Arean är 69,1 hektar och strandlinjen är 7,16 kilometer lång. Sjön  ingår i Uleälvens huvudavrinningsområde. 